# Slobozia (okręg Neamț)
Slobozia – wieś w Rumunii, w okręgu Neamț, w gminie Boghicea. W 2011 roku liczyła 720 mieszkańców.